# Гагарка
Гагарката (Alca torda) е вид птица от семейство Кайрови (Alcidae).

## Физически характеристики
Това е средно голяма морска птица с набито тяло. През лятото възрастните са смолисточерни на цвят по гърба и главата и бели отдолу. Имат голям и черен клюн с бяла ивица до върха му. Имат и бяла ивица, започваща от окото до основата на клюна. През зимата птиците имат по-светло сиво-кафяво оперение и по това си приличат с младите птици от вида.

## Начин на живот и хранене
Птиците се хранят и зимуват в морето, често и в крайбрежните води.

## Размножаване
Птиците гнездят по крайбрежни скални стени. Колониите им обикновено са редки и разхвърляни.